# Dan Quinn (Footballtrainer)
Daniel Patrick „Dan“ Quinn (* 11. September 1970 in Morristown, New Jersey) ist ein US-amerikanischer American-Football-Trainer und derzeit Head Coach bei den Washington Commanders, wo er die Nachfolge von Ron Rivera antritt. Zuvor war er zwischen 2015 und 2020 Head Coach bei den Atlanta Falcons in der National Football League (NFL).

## Frühe Jahre und Spielerkarriere
Quinn spielte Highschool-Football an der Morristown High School. Später besuchte er die Salisbury University, wo er von 1990 bis 1993 in der Defensive Line auflief. Er war in allen vier Jahren Stammspieler und nahm zusätzlich am Leichtathletikprogramm teil, wo er im Hammerwurf Schulrekorde brach. Zum Ende seiner Collegekarriere wurde er in die Salisbury University Athletic Hall of Fame aufgenommen.

## Trainerkarriere
Seine Trainerkarriere begann 1994, als er am College of William & Mary die Defensive Line betreute. Über die Stationen Virginia Military Institute und Hofstra University gelangte er schließlich zum professionellen Sport, als er 2001 den Posten des Defensive-Quality-Control-Coaches bei den San Francisco 49ers übernahm. Später trainierte er in San Francisco sowie bei den Miami Dolphins, New York Jets und Seattle Seahawks die Defensive Lines. Nach einem Jahr Unterbrechung, welches er beim College-Football-Team der University of Florida zubrachte, kehrte er zu den Seahawks zurück, um dort das Amt des Defensive Coordinators auszuüben. Er ersetzte Gus Bradley, welcher zu den Jacksonville Jaguars gewechselt war. In diesem Jahr ließ die Defense der Seahawks die wenigsten Punkte und Yards zu und hatte gleichzeitig die meisten Turnover. Dies gelang einem NFL-Team zum ersten Mal seit den Chicago Bears aus dem Jahr 1985 und am Ende der Saison gewannen die Seahawks den Super Bowl XLVIII.
Am 2. Februar 2015 unterschrieb Quinn einen Fünfjahresvertrag als Head Coach bei den Atlanta Falcons. Ihm gelang es auf Anhieb die in der Vorsaison schwächelnde Defensive der Falcons zu stabilisieren und legte mit vier Siegen zu Beginn der Saison einen guten Start in seine Premierensaison hin. Zum Ende der Saison standen acht Siege und acht Niederlagen zu Buche, was für einen zweiten Platz in der NFC South, jedoch nicht für einen Play-off-Einzug, reichte.
In der Saison 2016 wurde Quinn mit den Falcons erster in der NFC South (elf Siege, fünf Niederlagen). Nach zwei Play-off-Siegen gegen die Seattle Seahawks und den Green Bay Packers erreichte er den Super Bowl LI gegen die New England Patriots, welcher aber in Overtime mit 28:34 verloren ging.
In der folgenden Saison konnten die Falcons unter Quinn die Playoffs, obwohl sie nur dritte in der NFC South geworden waren, nochmal erreichen. Sie scheiterten allerdings in der Divisional Round am späteren Super Bowl Sieger Philadelphia Eagles. In der Saison 2018 und 2019 wiederum verpassten die Falcons trotz eines zweiten Platzes in der Division die Playoffs.
Am 11. Oktober 2020 wurde Dan Quinn von den Atlanta Falcons entlassen.
Am 12. Januar 2021 gaben die Dallas Cowboys bekannt, dass Quinn als neuer Defensive Coordinator des Teams verpflichtet wurde.
Am 3. Februar 2024 gaben die Washington Commanders Quinn als 31. Head Coach der Franchise bekannt.

## Head-Coach-Bilanz
| Team      | Jahr      | Regular Season | Regular Season | Regular Season | Regular Season | Regular Season              | Postseason | Postseason  | Postseason | Postseason |
| Team      | Jahr      | Siege          | Niederlagen    | Unentschieden  | Siegrate       | Ergebnis                    | Siege      | Niederlagen | Siegrate   | Ergebnis   |
| --------- | --------- | -------------- | -------------- | -------------- | -------------- | --------------------------- | ---------- | ----------- | ---------- | ---------- |
| ATL       | 2015      | 8              | 8              | 0              | 0.500          | 2nd in NFC South            | –          | –           | –          | –          |
| ATL       | 2016      | 11             | 5              | 0              | 0.688          | 1st in NFC South            | 2          | 1           | 0.666      | –          |
| ATL       | 2017      | 10             | 6              | 0              | 0.625          | 3rd in NFC South            | 1          | 1           | 0.500      | –          |
| ATL       | 2018      | 7              | 9              | 0              | 0.438          | 2nd in NFC South            | –          | –           | –          | –          |
| ATL       | 2019      | 7              | 9              | 0              | 0.438          | 2nd in NFC South            | –          | –           | –          | –          |
| ATL       | 2020      | 0              | 5              | 0              | 0.000          | wurde nach Week 5 entlassen | –          | –           | –          | –          |
| ATL Total | ATL Total | 43             | 42             | 0              | 0.506          | –                           | 3          | 2           | 0.600      | –          |
| Total     | Total     | 43             | 43             | 0              | 0.506          | –                           | 3          | 2           | 0.600      | –          |